# Plectoderes
Plectoderes är ett släkte av insekter. Plectoderes ingår i familjen vedstritar.
Kladogram enligt Catalogue of Life:
| Plectoderes | \| \| Plectoderes collaris \| \| \| \| \| \| Plectoderes flavovittata \| \| \| \| \| \| Plectoderes montana \| \| \| \| |
|             | \| \| Plectoderes collaris \| \| \| \| \| \| Plectoderes flavovittata \| \| \| \| \| \| Plectoderes montana \| \| \| \| |
|             | Plectoderes collaris |
|             | |
|             | Plectoderes flavovittata                                                                                                |
|             | |
|             | Plectoderes montana |
|             | |